# بوانو
جزيرة بوانو هي جزيرة في مقاطعة مالوكو، إندونيسيا. وهي تقع قبالة الساحل الشمالي لشبه جزيرة هوامول وفي الطرف الغربي لجزيرة سيرام، عبر مضيق بوانو. سكانها يتحدثون لغة بوانو، ولغة لوهو، كما يتحدثون اللغة الإندونيسية ولغة أمبونيسي الملايو.
جزيرة بوا هي أعلى نقطة بارتفاع 403 أمتار تقع بالقرب من الطرف الشمالي الغربي لبوانو.